# James Cyriax
James Cyriax (1904 - 1985) fue un traumatólogo y ortopeda británico quien definió algunos de los puntos claves del diagnóstico y tratamiento moderno en el campo de la ortopedia.

## Actividad profesional
Basó su trabajo en tres fundamentos:
- Todo dolor proviene de una lesión.
- Todo tratamiento debe llegar a la lesión.
- Todo tratamiento debe producir un efecto beneficioso sobre la lesión.

Realizó esta labor en el St.Thomas´s Hospital y en el St.Andrew´s de Londres.
Destacó principalmente por su concepción de la valoración clínica basada en un exhaustivo estudio de la anatomía y la fisiopatología, lo que supuso una auténtica revolución en este campo, que hasta la década de 1930-1940 se había limitado en gran parte a enfocar los tratamientos de una manera empírica y tradicionalista.
En el ámbito de la terapéutica, sus escritos aún perduran en nuestros días en concreto por sus aportaciones sobre la infiltración, la manipulación y el masaje transverso profundo (técnica que se conoce hoy en todo el mundo como "Cyriax", en honor a su creador).
Su obra más importante es "Ortopedia Clínica" y en ella, entre otras cosas, defiende el rol de la fisioterapia y el fisioterapeuta en el tratamiento conservador de patología músculo-esquelética, sobre todo en el campo del masaje y las manipulaciones. su difundido estudio constituyó en su momento uno de los principales valedores para la aceptación y generalización de la práctica de la fisioterapia en el campo de la ortopedia en el mundo occidental.